# Neste (Unternehmen)
Neste (vorher Neste Oil) ist ein Mineralölunternehmen und Hersteller von erneuerbaren Kraftstoffen und Rohstoffen für die Chemie- und Kunststoffindustrie aus Finnland. Der Firmensitz befindet sich in Espoo, westlich der Hauptstadt Helsinki.

## Geschichte
Neste wurde 1948 als staatliches Unternehmen mit dem Ziel gegründet, die Ölversorgung Finnlands zu sichern. In den folgenden Jahrzehnten errichtete das Unternehmen Raffinerien im finnischen Naantali (1957–2021) und in Porvoo (seit 1965).
Seit 1994 war Neste Hauptsponsor der Rallye Finnland, deren offizieller Name im Jahr 1994 auf Neste Rally Finland geändert wurde. Die Partnerschaft mit der FIA World Rally Championship endete 2020.
1995 wurde das Unternehmen, zunächst noch unter dem Namen Neste Oil, an der Börse Helsinki notiert.
1996 patentierte Neste ein Verfahren, das später NEXBTL genannt wurde. Mit der Technologie werden Fette in Moleküle umgewandelt, die fossile Rohstoffe in der Kraftstoffproduktion ersetzen können.
2007 begann Neste auf Grundlage dieser Technologie mit der Produktion von erneuerbarem Diesel, zunächst in Porvoo. 2010 und 2011 nahm Neste weitere Anlagen für erneuerbare Produkte in Singapur und im Hafen Rotterdam in Betrieb. Seit 2022 produziert Neste über ein Joint Venture mit Marathon Petroleum auch in den USA erneuerbare Produkte.

## Unternehmensprofil

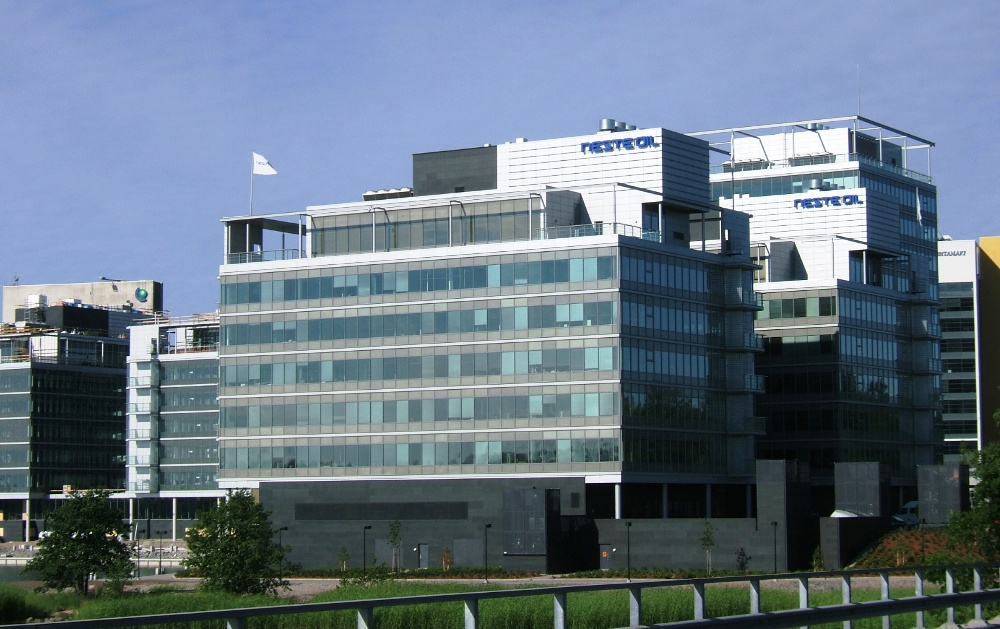
Der Hauptsitz von Neste in Espoo

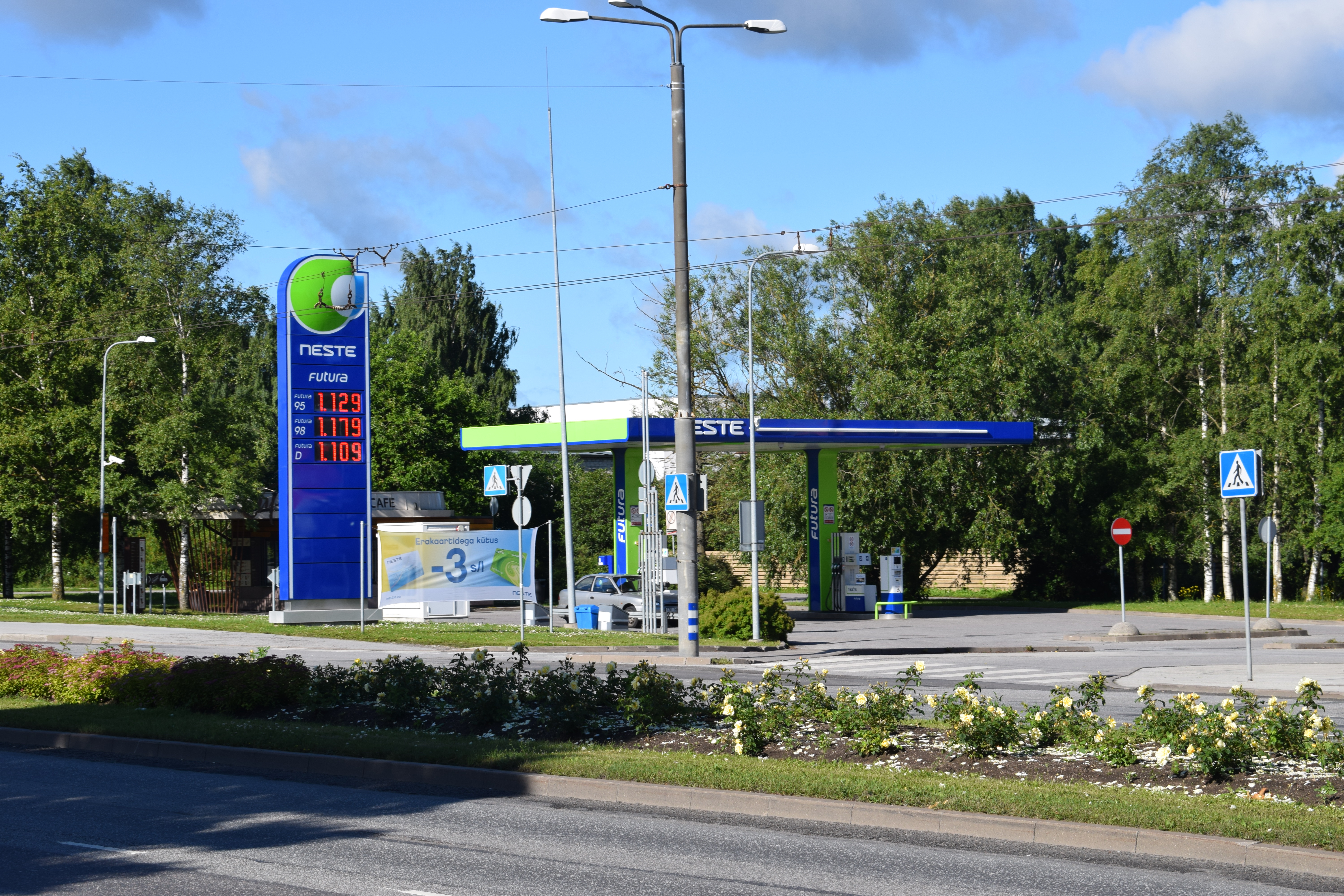
Tankstelle in Estland

Das Unternehmen beschäftigt rund 5000 Mitarbeiter und ist im Finanzindex OMX Helsinki 25 gelistet. Mit Abstand größter Einzelaktionär ist mit 36 % Anteil der finnische Staat (Stand 31. Juli 2023). Neste unterteilt sich in die Firmenbereiche Öl-Produkte, Marketing & Services sowie Erneuerbare Produkte (Erneuerbarer Straßentransport, erneuerbare Luftfahrt und erneuerbare Polymere und Chemikalien): Zu den Produkten gehören herkömmliche Treibstoffe wie Dieselkraftstoff oder Kerosin sowie erneuerbare Produkte wie „erneuerbarer“ Dieselkraftstoff, erneuerbarer Flugzeugtreibstoff (SAF – Sustainable Aviation Fuel) und erneuerbare Rohstoffe für die Chemie- und Kunststoffindustrie.
Zu den Rohstoffen zählen etwa alte Speiseöle, tierische Fette, Reststoffe aus der Pflanzenölproduktion oder Pflanzenöle wie Palmöl oder Rapsöl. In Summe verfügt das Unternehmen über eine Kapazität für erneuerbare Produkte von 3,2 Mio. Tonnen pro Jahr, die bis 2023 auf 4,5 Mio. Tonnen erweitert werden soll.
Neste besitzt rund 1000 Tankstellen in Finnland und den baltischen Staaten. Herkömmliche Raffinerien befinden sich nahe Porvoo. Hinzu kommen Raffinerien für „erneuerbare“ Kraftstoffe, die auf der unternehmenseigenen NEXBTL-Technologie („Next Generation Biomass-to-Liquid“) basieren, in Porvoo, Singapur sowie im Hafen Rotterdam. Die beiden Fluggesellschaften Wizz Air und Ryanair lassen sich zunehmend mit SAF von Neste beliefern und setzen damit auf mehr Nachhaltigkeit.

## Kritik
Umweltorganisationen kritisieren, dass Biodiesel aus Palmöl irreführend mit der Bezeichnung „Neste Green Diesel“ europaweit verkauft wird. Die CO2-Bilanz des Agrotreibstoffs von Neste sei schlechter als die von herkömmlichem Dieselöl. Die hohe Nachfrage und die Subventionen von Biokraftstoffen in der EU und den USA hätten laut den Public Eye Awards zum Beispiel in Indonesien und Malaysia immer mehr Enteignungen und die Zerstörung des Regenwalds zur Folge. Die zur Produktion benötigten Chemikalien vergifteten Mensch wie Natur und Lebensräume bedrohter Arten wie des Orang-Utan würden zerstört. Darüber hinaus würden Nahrungsmittel durch die Nutzung der Anbauflächen für Biokraftstoffe teurer. Weil diese Produktion, auch wenn sie durch Zulieferer erfolgt, eben nicht nachhaltig sei, wurde Neste von den von Greenpeace unterstützten Public Eye Awards der Negative Award 2011 verliehen.